# Helcogramma kranos
Helcogramma kranos är en fiskart som beskrevs av Fricke, 1997. Helcogramma kranos ingår i släktet Helcogramma och familjen Tripterygiidae. Inga underarter finns listade i Catalogue of Life.